# Max Grosskopf
Max Grosskopf (ur. 25 kwietnia 1892, zm. 25 kwietnia 1945) – lekarz, SS-Sturmbannführer, radca rządu (niem. Regierungsrat), w latach 1940-1943 komendant policji bezpieczeństwa Sicherheitpolizei w dystrykcie krakowskim Generalnego Gubernatorstwa. W kwietniu 1945 r. popełnił samobójstwo.
Był synem młynarza. Studiował ekonomię i prawo uzyskując stopień doktora praw. W I wojnie światowej brał udział jako ochotnik, opuszczając armię w stopniu porucznika. Odznaczony Krzyżem Żelaznym II klasy. Został członkiem NSDAP w 1932 r. (numer członkowski 1 102 100). W 1935 został przyjęty do SS (numer członkowski 107 462) w 1935 roku.